# Christine Caron
Pour les articles homonymes, voir Caron.
Christine Caron (dite Kiki Caron), née le 10 juillet 1948 à Paris, est une nageuse française

## Biographie
Licenciée au Racing Club de France, spécialiste du dos sur courtes distances, elle fut 29 fois championne de France. Elle fut la porte-drapeau de la délégation française aux Jeux olympiques de 1968, première femme à avoir un tel honneur. Ses compétitions mondiales furent les Jeux olympiques de 1964 (médaille d'argent) et de 1968, les Championnats du monde n'étant instaurés qu'à partir de 1973.
À l'arrêt de sa carrière sportive, elle fut tour à tour de manière éphémère, pilote automobile, chanteuse, puis actrice de cinéma : elle est l'objet du documentaire Aquarelle de Dominique Delouche sorti en 1966 et apparaît en 1968 dans le film La Piscine de Jacques Deray. Elle a un rôle plus important dans Le Lis de mer (1971) de Jacqueline Audry. Elle donne par la suite son nom à une gamme complète de piscines domestiques (auparavant, elle commercialisait des cabines de sauna).
Elle a publié en décembre 2006 son autobiographie, aux Éditions Jacob-Duvernet, intitulée Kiki par Christine Caron, dont la préface est écrite par Johnny Hallyday.
Elle est la sœur de la nageuse Annie Caron.

## Décoration

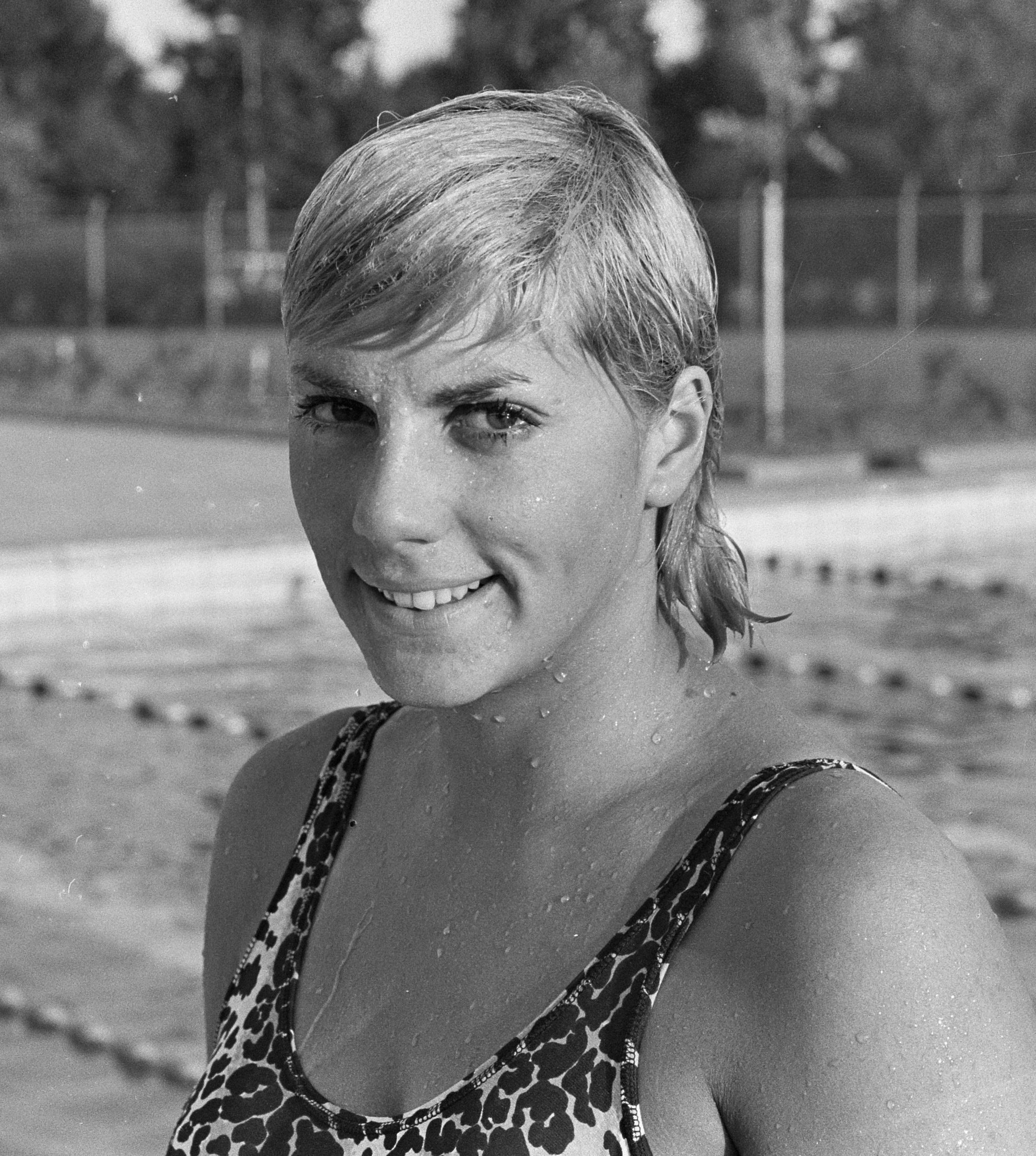
La sportive en 1968 lors d'une compétition.

- Chevalière de la Légion d'honneur (2004)[3].
- Ordre olympique[4].

## Palmarès

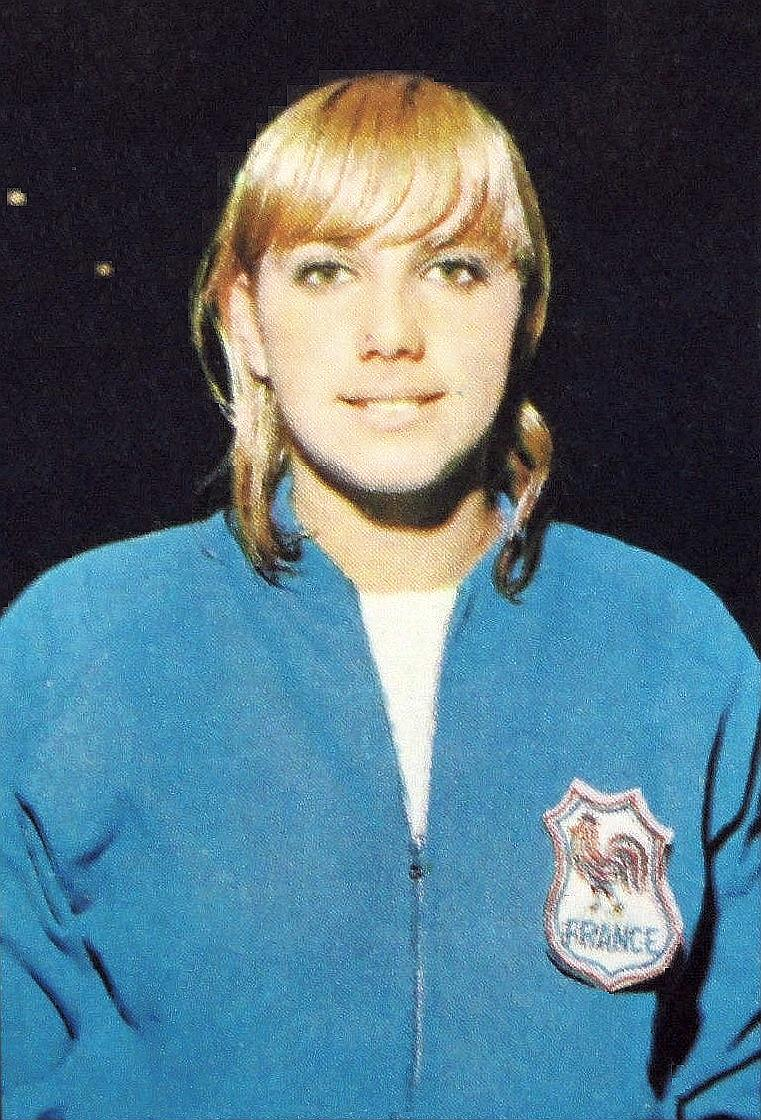
Christine Caron lors des Jeux olympiques d'été de 1968.

- Détentrice du record du monde du 100 m dos en 1964, en 1 min 8 s 6
- Détentrice du record d'Europe du 100 m dos (1 min 7s 9) et du 200 m dos (2 min 27 s 9) à 13 reprises
- Vice-championne olympique du 100 m dos en 1964
- Championne d'Europe du 100 m dos en 1966
- Championne de France d'hiver du 50 m dos en 1964 et 1965
- Championne de France du 100 m dos en 1963, 1964, 1965, 1966, 1967, 1968 et 1971
- Championne de France d'hiver du 100 m dos en 1966
- Championne de France du 200 m dos en 1962, 1963, 1965, 1966 et 1967
- Championne de France d'hiver du 200 m dos en 1963, 1964 et 1965
- Championne de France d'hiver du 200 m quatre nages en 1964
- Championne de France d'hiver du 400 m quatre nages en 1966
- Championne de France du relais 4 × 100 m nage libre en 1966 (avec le Racing)
- Championne de France du relais 4 × 100 m 4 nages en 1962, 1963, 1964, 1965, 1967 et 1968 (avec le Racing)

## Filmographie
Sauf indication contraire, les informations mentionnées dans cette section peuvent être confirmées par la base de données cinématographiques IMDb,  présente dans la section « Liens externes ».

### Cinéma
- 1966 : Aquarelle
- 1968 : La Piscine[2] (apparition ; non créditée au générique)
- 1971 : Le Lis de mer

### Télévision
- 1960 : Les Cinq Dernières Minutes — épisode 16 : Dernier cri
- 1960 : La caméra explore le temps — saison 3, épisode 4 : Qui a tué Henri IV ?
- 1969 : Musicolor

### Autres
- 1982 : Participation au rallye Dakar en tant que copilote de la cascadeuse du cinéma français Bernadette Sacy sur Range Rover V8, elles ont fini à la 35e place[5],[6].
- Elle a chanté une chanson (sans grand succès) intitulée « Heureuse comme un poisson dans l'eau ».